# جامعة غولييلمو ماركوني
جامعة ماركوني أو جامعة غولييلمو ماركوني (بالإيطالية: Università degli Studi Guglielmo Marconi، ويختصر اسمها إلى USGM أو Unimarconi) هي جامعة إيطالية خاصة مقرها مدينة روما. بلغ عدد طلبتها في العام الدراسي 2011/2012 15308 طالبًا.

## تاريخ الجامعة
تأسست جامعة ماركوني سنة 2004، بمساهمة من شركات خاصة وحكومية، بموجب قرار وزاري صدر في 1 مارس 2004.

## كليات الجامعة
تتألف جامعة ماركوني من 6 كليات هي:
- كلية الآداب
- كلية الاقتصاد
- كلية العلوم التربوية
- كلية العلوم التطبيقية والتقنيات
- كلية العلوم السياسية
- كلية القانون

## وصلات خارجية
- الموقع الرسمي للجامعة (بالإيطالية) (بالإنجليزية) (بالروسية) (باليونانية)